# All Is Lost - Tutto è perduto
All Is Lost - Tutto è perduto (All Is Lost) è un film statunitense-canadese del 2013 scritto e diretto da J. C. Chandor.
Il film ha come unico interprete Robert Redford ed è quasi interamente privo di dialoghi verbali: il copione in lingua originale conta solo 51 parole pronunciate dal protagonista. È stato selezionato per partecipare fuori concorso al Festival di Cannes 2013.

## Trama
Disperso nell'Oceano Indiano ("a 1 700 miglia marine dallo stretto di Sumatra"), il protagonista, un anonimo marinaio interpretato da Robert Redford, si rivela dicendo: "Mi dispiace. So che adesso questo significa ben poco, ma mi dispiace. Ci ho provato. Sarete tutti d'accordo che ci ho provato. A essere vero, a essere forte, a essere gentile, ad amare, a essere giusto. Ma non lo sono stato. Tutto è perduto."
Otto giorni prima, appena alzatosi la mattina, l'uomo vede che la sua imbarcazione a vela sulla quale sta navigando in mare aperto, la Virginia Jean, ha imbarcato acqua ed è parzialmente affondata. Andato in coperta, vede che la barca ha urtato contro un container alla deriva e ha una falla nello scafo, quindi prende un'ancora galleggiante e la lega al container, così stacca la barca dallo stesso; cerca di tappare la falla nello scafo, poi con un coltello taglia un pezzo di legno da inserire nella pompa di sentina, che ha perso la leva di comando. Dopo aver risistemato la barca, scopre che i sistemi di navigazione e di comunicazione sono stati danneggiati dall'impatto, allora prende la radio e vi versa nell'interno dell'acqua dolce per togliere il sale marino.
In seguito, usando una delle batterie di servizio dello yacht, fornisce l'alimentazione alla radio e tenta di farla funzionare. In un primo momento non ci riesce ma, quando poi ritorna in cabina per leggere un libro sulla navigazione astronomica, la radio improvvisamente inizia a funzionare. Il protagonista subito trasmette un SOS, ma la batteria della radio si esaurisce e l'apparecchio diventa di nuovo inutilizzabile. Salito sull'albero, vede che un filo dell'antenna si è staccato e lo riconnette, anche se a questo punto tutta la strumentazione radio è distrutta o comunque non operativa.
Poco dopo una tempesta si abbatte su di lui, che cerca di evitarla e di rimanere sull'imbarcazione, ma viene scaraventato in acqua e riesce a risalire sul ponte con notevole impegno. La barca si capovolge e l'albero viene distrutto insieme alla strumentazione di bordo. Lo yacht è seriamente danneggiato e sta affondando, così il protagonista decide di abbandonarlo salendo su una zattera gonfiabile.
Utilizzando un sestante e una carta nautica, pensa di tentare di raggiungere una rotta percorsa dalle navi commerciali, in modo tale da avere la possibilità di essere visto e caricato a bordo da una di esse. Nel frattempo le scorte si sono assottigliate e il protagonista si rende conto che l'acqua è stata contaminata dal sale marino. Cerca così di far condensare il vapore atmosferico su delle buste di plastica per ottenere acqua potabile.
Una volta raggiunte le rotte commerciali, due navi porta-container gli passano accanto e non lo notano, anche se accende due fumogeni. L'uomo lascia le rotte commerciali, ma ha terminato il cibo e l'acqua, e non può sperare di sopravvivere a lungo. L'ottavo giorno scrive una lettera (quella dell'inizio del film), la mette in un vasetto e la butta in mare.
Quella notte vede una luce distante, forse quella di un'altra barca. Avendo terminato i fumogeni, usa il giornale di bordo e le carte per accendere un fuoco che segnali la sua posizione, ma finisce col far divampare un incendio, che distrugge il canotto. L'uomo finisce in acqua e, una volta persa la speranza di sopravvivere, smette di nuotare e si lascia lentamente affondare. Prima di annegare, vede lo scafo di una barca con una luce che si avvicina al canotto in fiamme, allora nuota verso la superficie e afferra una mano che gli viene tesa in soccorso.

## Distribuzione
Il film, dopo essere stato presentato al Festival di Cannes il 22 maggio 2013, è stato distribuito nelle sale statunitensi il 25 ottobre 2013. In totale ha incassato poco meno di 14 milioni di dollari.

## Riconoscimenti
- 2014 – Premio Oscar
  - Candidatura Miglior montaggio sonoro a Steve Boeddeker e Richard Hymns
- 2014 - Golden Globe
  - Migliore colonna sonora a Alex Ebert
  - Candidatura Miglior attore in un film drammatico a Robert Redford